# Большаков, Владимир Викторович
Владимир Викторович Большаков (род. 6 июля 1937 г. в г. Сычевка, Смоленской обл.) — советский, российский журналист-международник, писатель, публицист, поэт и драматург.

## Биография
В 1959 г. окончил переводческий факультет Института иностранных языков им. М. Тореза.                                              В 1960 г. окончил факультет иностранных языков Военно-дипломатической академии.
Работал в журналах «За рубежом» (1964—1965 гг.), «Смена» (1965—1966 гг.), в газетах «Комсомольская правда» (1966—1970 гг.) и «Правда» (1970—2000 гг.).
Был главным редактором журналов «Финансовый контроль» (2002—2006 гг.), «L’Art de Vivre» («Искусство Жить» (2010—2011 гг.).
В. Большаков — автор публицистических исследований, посвященных России, ее прошлому и настоящему, а также истории и культуре зарубежных стран. Особенно близкой и любимой для него стала Франция, где он долгое время работал как корреспондент газеты «Правда».
Член Союза журналистов и Союза писателей России.

## Награда
Был награжден:
- Орденом дружбы народов;
- Медалью за трудовую доблесть
- Заслуженный деятель искусств Дагестанской АССР
- Литературной премией им. Н. Островского (1981 г.);
- Премия Союза журналистов СССР (1985 г.);
- Премия им. В. Воровского (1987 г.) Союза журналистов СССР;
- Литературная премия Союза писателей России (2016 г.)
- Национальная премия «Имперская культура» имени Эдуарда Володина (2016 г.)[1]